# (300024) 2006 UZ91
(300024) 2006 UZ91 es un asteroide perteneciente al cinturón de asteroides, descubierto el 18 de octubre de 2006 por el equipo del Spacewatch desde el Observatorio Nacional de Kitt Peak, Arizona, Estados Unidos.

## Designación y nombre
Designado provisionalmente como 2006 UZ91.

## Características orbitales
2006 UZ91 está situado a una distancia media del Sol de 2,999 ua, pudiendo alejarse hasta 3,723 ua y acercarse hasta 2,275 ua. Su excentricidad es 0,241 y la inclinación orbital 1,362 grados. Emplea 1897,32 días en completar una órbita alrededor del Sol.

## Características físicas
La magnitud absoluta de 2006 UZ91 es 16,7.